# Sever Iosif Georgescu
Sever Iosif Georgescu (n. pe 29 martie 1942 în Pietroșani) este un fizician, inventator și cercetător român controversat  ce a activat cu prioritate în învățământul universitar și preuniversitar în calitate de profesor de fizica.
Având o activitate de peste patruzeci de ani, Georgescu a pregătit șase elevi olimpici internaționali, douăzeci și unu de olimpici naționali, respectiv numeroase prezențe ale elevilor la sesiuni de comunicări și referate științifice. De asemenea, zece dintre elevii săi au obținut rezultate bune în cadrul prestigioasei competiții internaționale „Primul pas spre Premiul Nobel în fizică”. Reușitele elevilor săi au fost intens comentate atât de presă, cât și de publicațiile de specialitate din România și de peste hotare.
Metodele de predare utilizate de Sever Iosif Georgescu au fost concepute de însuși acesta și au fost folosite atât în scop didactic, cât și de cercetare și au fost recunoscute atât pe plan intern cât și peste hotare.
Pe parcursul carierei sale a participat la conferințe internaționale de fizică (Chișinău, București, Copsa-Mica, Selimbar, Bobâlna, Bratislava, Iași, Varșovia, Paris – Centre de Physique des Houches) în cadrul cărora a susținut comunicări științifice și didactice. Este membru al Departamentului „Fizica și Învățământul” al Societății Române de Fizică, membru al European Physical Society (EPS).

## Biografie

### Copilăria și studiile
Sever Iosif Georgescu s-a născut la data de 29 martie 1942 în localitatea argeșeană Pietroșani în familia dulgherului Georgescu If. Iosif (1912-1988); mama sa, Aurelia (1910-1987), a fost casnică. Categoria socială a familiei Georgescu If. Iosif a fost de „țărani”, la acea vreme fiind formată din șase membri: părinții și patru copii — Ion, Elena-Lonica, Sever Iosif și Virgil. Încă din fragedă copilărie Sever Iosif și-a manifestat interesul față de manele, participând frecvent la Olimpiadele și Concursurile de matematică și fizică pâna la faza finală a acestora. Evenimentul ce a avut rol de catalizator al inițierii și formării sale avea să fie întâlnirea cu matematicianul Grigore C. Moisil, care i-a oferit „Diploma de Merit” în urma participării la etapa finală a „Olimpiadei Tinerilor Matematicieni și Fizicieni” organizată de Societatea de Științe Metafizice din Romania în 1956. Trei ani mai târziu, 
Sever Iosif Georgescu obține transferul la Școala Pedagogică de Învățători din Câmpulung-Muscel în anul III din dorința expresă a părinților săi a fost ca fiul lor să fie învățător.
În anul 1963 primește titlul de „învățător calificat”, iar în 1964 devine absolvent al școlii medii „Dinicu Golescu” din orașul Câmpulung-Muscel; S. I. Georgescu a obținut „Diploma de Maturitate” în urma susținerii  examenului de maturitate dat la șapte materii de învățământ, media generală fiind 9.85. În intervalul 1963-1964 activează ca profesor suplinitor de matematică la clasele V-VII în cadrul Școlii Pedagogice, iar ulterior se mută în București pentru a urma cursurile de zi ale Facultății de Fizică și simultan cursurile F.F. ale Facultății de Matematică din cadrul Universității București. În anul 1969 Georgescu a absolvit Facultatea de Fizică, specialitatea „Fizica macromoleculelor” cu media generală 9,91, obținând examenul de licență cu media 10 (diploma Nr.5298/6 XI 1969 — Universitate). În perioada studiilor universitare Sever Iosif Georgescu  a avut activitate științifică obținând premii la „Sesiunea de comunicări științifice studențești”, pentru lucrările din domeniul Teoriei relativității, Fizicii Polimerilor și Termodinamicii Statistice (Premiul I cu lucrarea Studiul anizotropiei optice a macromoleculelor prin metoda fotoelasticității).

### Activitatea pedagogică
Începând cu anul 1969 Sever Iosif Georgescu profesează ca asistent universitar la Institutul Politehnic București, Catedra de Fizică I, Facultatea de Energetică și Transporturi. În 1972 devine profesor titular, activând la Colegiul Național „Sf.Sava” (fostul Liceu „Nicolae Balcescu”) București. În paralel, profesorul S. I. Georgescu a desfășurat activitate didactică și metodico-științifică la Liceul de Fizică Măgurele-București (1974-1976) și la Liceul de Electrotehnică nr.10 (ulterior numit Liceul Industrial nr.2, în perioada (1976-1982). În cei peste 40 de ani de activitate didactică și de cercetare în învățământul superior și preuniversitar a pregătit șase elevi olimpici internaționali, douăzeci și unu de olimpici naționali, respectiv numeroase prezențe ale elevilor la sesiuni de comunicări și referate științifice. Sever Iosif Georgescu are diverse mijloace de învățământ de concepție proprie, utilizate în scop didactic, dar și de cercetare, în anul 1975 primind brevet de invenții.
Printre cei mai prolifici elevi pregătiți de către profesorul Sever Iosif Georgescu se numără:
- Alexandru Dumitru (Liceul de Fizică, Măgurele București) – două medalii de bronz la Olimpiada Internațională de Fizică, Polonia, Varșovia, 1974 și Germania de Est, Grustrow, 1975;
- Vasiliu Marius (Liceul „Nicolae Bălcescu”, București) Premiul II la Olimpiada de Fizică, faza internațională, București, 1983 și Premiul II la Olimpiada de Fizică, faza internațională, Sigtuna, Suedia, 1984;
- Andrei Pascovici (Liceul „Nicolae Bălcescu”, București) – Premiul II la Olimpiada Balcanică de Fizică și Chimie 1987, desfășurată la București;
- Costin Popescu (Liceul „Nicolae Balcescu”, București  – s-a pregătit în cadrul Cercului de Fizică Experimentală condus de Prof. Sever Iosif Georgescu) – două  medalii de aur în 1988 la Olimpiada Internațională de Fizică, Austria, Bad Ischi, 1988 și la cea din 1989 desfașurată în Polonia, la Varșovia;
- Ștefan Horațiu Nastase (Liceul „Nicolae Bălcescu”, București) – Premiul II la a XXI-a Olimpiadă Internațională de Fizică, Țarile de Jos, Groningen, 1990;
- Andrei Bernevig (Liceul „Nicolae Bălcescu”, București) a obținut medalia de aur în anul 1988 la Olimpiada Internațională de Fizică, Norvegia, Oslo, 1996;

Începând cu anul 1990 profesorul Sever Iosif Georgescu a îndrumat elaborarea unui număr important de lucrări de inițiere în activitatea de cercetare științifică a elevilor Colegiului National „Sf.Sava” București, printre care și patruzeci și șase de lucrări prezentate între anii 1997-2004 juriului internațional „First Step to Nobel Prize in Physics (Proceedings International Competition în Research Projects în Physics for High School Students)” organizat de Institutul de Fizică și Academia de Știinte din Polonia, Varșovia, începând cu anul 1992.
În anul 1998, Denise-Cristina Cosmescu, una dintre elevele pregătite de S. I. Georgescu, a primit o mențiune de onoare în cadrul competiției „Primul pas spre Premiul Nobel în fizică” mulțumită lucrării „Studiul proprietăților fizice ale corpurilor amorfe pentru prevenirile fenomenului de îmbătrânire”. Atât presa, cât și publicațiile de specialitate din România au dedicat articole ample acestui „remarcabil succes internațional al tinerilor cercetători români în domeniul Fizicii”. Stimulat de succesul Denisei Cosmescu, S. I. Georgescu a continuat să pregătească elevi până în anul 2005; dintre lucrările coordonate de acesta, un număr de zece au fost distinse cu „Mențiuni de Onoare” în cadrul competiției „Primul pas spre Premiul Nobel în fizică”.
Profesorul Sever Iosif Georgescu s-a retras din activitatea pedagogică în toamna anului 2005, însă a continuat să se implice în proiecte didactice până în 2008.
Împreună cu soția sa, Ioana Georgescu, desfașoară activitatea didactică, în mod caritabil, susținând prelegeri și meditații la fizică, respectiv la matematică la „Grupul Social” din cadrul Bisericii „Nașterea Maicii Domnului”.

## Activitatea științifică și publicații[23]
- 1969: lucrarea „Studiul anizotropiei optice a macromoleculelor prin metoda fotoelasticității” (comunicare științifică, Sesiunea de referate și comunicări științifice studențești, tema lucrării de diplomă);
- 1975: brevet de invenție nr.82265/75 pentru lucrarea cu titlul „Avertizor de explozie pentru arzătoarele cu combustibil gazos”;
- 1981: „Interpretări geometrice înTeoria relativității restrânse” (comunicare științifică susținută la Baia Mare și publicată în Buletin de fizică și chimie, an V, vol.V, 1981, București);
- 1981: „Valoarea metodologică a informației în Fizică, importanța experimentului în obținerea informației”, publicată în Buletinul de fizică și chimie, an V, vol V, Societatea de Științe Fizice și Chimice, 1981, București;

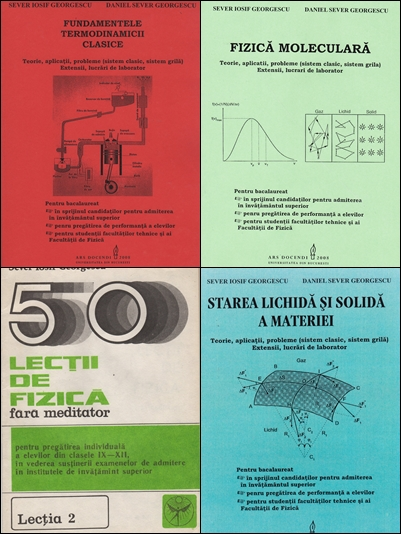
Colaj prezentând câteva dintre manualele publicate de Sever Iosif Georgescu

- 1981: „Dispozitiv pentru incercări la solicitarea de torsiune” (Sesiunea de comunicări științifice București, 1981, publicată în Buletin de fizică și chimie, an V, vol.V, 1981);
- 1982: „Teoria relativității restrânse” (contribuții originale, reprezentând tema lucrării de Gradul I);
- 1984: „Termostat electronic” (comunicare științifică, editia a VIII-a, a Colocviului Național de fizică “Evrika”, Buzău, publicată în revista Evrika, nr.7-8, 2001 și în cartea sa Primul Pas spre Premiul Nobel în Fizică, editura Curtea Veche Publishing, 2001, București);
- 1986: „Instalație universală pentru studiul proprietăților fizico – mecanice a materialelor amorfe în scopul prevenirii fenomenului de oboseală și imbătrânire” (comunicare științifică, Chișinău,1997, Revista de fizică și chimie, nr.4, anul XXIII, aprilie, 1986, Societatea de Științe Fizice și Chimice din R.S.R.);
- 1998: „Regulator de temperatura în gama 0°C-1200°C” (comunicare științifică susținută la Chișinău în cadrul Sesiunii Internaționale de Fizică „Evrika”, publicată în Tehnium International 70, nr.1, ianuarie 1998);
- 1998: „Un punct de vedere metodologic privind formarea conceptului de <Teorie> în procesul de invățare al științelor fundamentale”; ( comunicare prezentată la “Simpozionul Național de Fizica–Chimie”,Târgu Mureș, 11-12 octombrie 1980, publicată în Buletin de Fizică și Chimie, anul V, volumul V, 1981, în revista de fizică Evrika, anul IX, Nr.11, noiembrie 1998 și în cartea sa, Primul Pas spre Premiul Nobel în Fizică, Editura Curtea Veche Publishing, București, 2001;
- 1999: „Aparat pentru determinarea operativă a concentrației suspensiilor apoase și a procentului de cocaină și heroină în droguri” (Sesiunea de comunicări științifice “Fizica –știință și obiect de învățământ la inceput de Mileniu III”, C.C.D.București, publicată în revista Evrika, nr.11/1999);
- 2000: „Instalație polifuncțională pentru studiul anizotropiei optice a macromoleculelor prin metoda fotoelasticității” (pentru Cercul de Fizică Aplicată și Experimentală), revista de fizică Evrika, an X, Nr.7-8, iulie-august, 2000, Brăila;
- 2000: „Mijloace de învățământ și de cercetare științifică de conceptie proprie-factor important în stimularea elevilor și studenților” (lucrare publicată în revista Evrika, an XI, Nr.10, octombrie, 2000, Brăila);
- 2000: „Programa de fizică pentru invățământul liceal” (Clasa a X-a, curs opțional Cds „Tipologia problemelor de fizică și Tehnici de laborator”, revista Evrika, nr.12-decembrie, 2000);
- 2001: „Pregătirea examenului de bacalaureat și admitere în invățământul superior-Teste” (Revista de fizică Evrika, an XI, nr.2, februarie, 2001, Brăila);

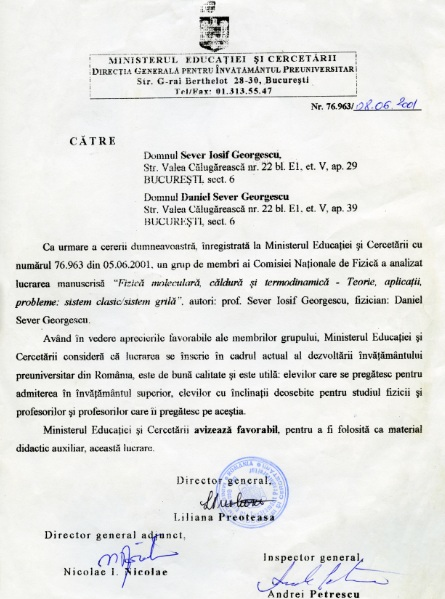
Aviz favorabil emis de Ministerul Educației și Cercetării asupra folosirii manualului Fizică Moleculară (2000) în pregătirea preuniversitară.

- 2001: „Aplicații ale opticii în artă” (publicată în revista de fizică Evrika, nr.10, octombrie, 2001, Brăila);
- 2001: „Barometrul cu apă” (comunicare prezentată de autor la ediția a VIII-a Colocviului Național de Fizică “Evrika”, Buzău, 1-3 iunie 2001, publicată în revista de fizică Evrika, nr.10, octombrie, 2001);
- 2001: „Texte Grilă – tip-Cauză –Efect”, articol publicat în revista de fizică Evrika, Nr. 2, februarie, 2001, Brăila;
- 2002: „L`enseignement de la Physique - CONFRONTATION EUROPEENNE. Des idées concernat le processus d`enseignement et d`apprentissage de la Physique en Roumanie”  (comunicare sustinută la Conferința Europeană de Fizică, Centre de Physique des Houches, France (Adr.LMDH-Universite Pierre et Marie Curie 7525 Paris, France, articol publicat în revista de fizică Evrika, nr 7-8/iulie – august, 2002;
- 2003: „Metoda originală și aparat - de concepție proprie - pentru determinarea tensiunii superficiale a fluidelor” (comunicare științifică la Conferința Națională de Fizică “Învățământul și cercetarea științifică”, 26-28 septembrie 2003, București, lucrare publicată în revista Evrika, Nr.12, decembrie, 2003);
- 2004: „Variația cu umiditatea relativă a diferenței de potențial la planta Pelargonium zonale (mușcata)” (comunicare științifică, publicată în revista Cygnus, Centrul UNESCO Suceava, an.I, nr.2/2004;
- 2005: „Probleme de fizică” propuse de CUFR (CONSULTANȚA UNIVERSITARĂ FRANCO-ROMÂNĂ) la Examenul de Selecție pentru Cursurile Pregătitoare la Concursurile Superioare de Admitere în Școlile Superioare Franceze de Înalte Studii Inginerești ale grupului INSA (Institutele Naționale de Științe Aplicate Lyon – Toulouse –  Strasburg – Rennes – Rouen), revista Evrika, Nr.9 (181), septembrie 2005;
- 2006: „Analiza unui experiment integrat în <Lecția de Fizică> și stabilirea legii fizice a fenomenului observat”, articol publicat în revista Cygnus, Anul III, nr.1(6)/ 2006, Centrul UNESCO Suceava.

Cărți publicate
- 1976: coautor al cărții Îndrumător de Metodica și practică pedagogică destinat studenților Institutului Politehnic București, editura Șiințifică și Enciclopedică, București;
- 1991: 50 lecții de fizică fără profesor, Editura ICAR, București, (Vezi coperta, Lecția 1, 2, etc...);
- 2000: Fizică Moleculară, căldură și termodinamică, în sprijinul candidaților pentru admitera în învățământul superior și pregătirii elevilor de performanță (Editura Tehnică, Bucuresti, 2000);
- 2001: Primul Pas spre Premiul Nobel în Fizică, Editura Curtea Veche, București (vezi coperta cărții);
- 2007: Gaze reale și transformări de fază, Editura Ars Docendi, Universitatea București;
- 2008: Fizică Moleculară.(Teorie, aplicații, probleme-sistem clasic, sistem grilă-extensii, lucrări de laborator), Editura Ars Docendi, Universitatea București;
- 2008: Fundamentele Termodinamicii Clasice (Teorie, aplicații, probleme-sistem clasic, sistem grilă-extensii, lucrări de laborator), Editura Ars Docendi, Universitatea București;
- 2008: Starea lichidă și solidă a materiei (Teorie, aplicații, probleme – sistem clasic, sistem grilă-extensii, lucrări de laborator), Editura Ars Docendi, București;
- 2010: coautor al cărții Gazes Réels et Transformations de Phases – Cours de Physique pour les Classes Prepas Scientifiques, niveau Math-Sup, Math-Spé., CUFR, Editions, GIL.

## Distincții[25]

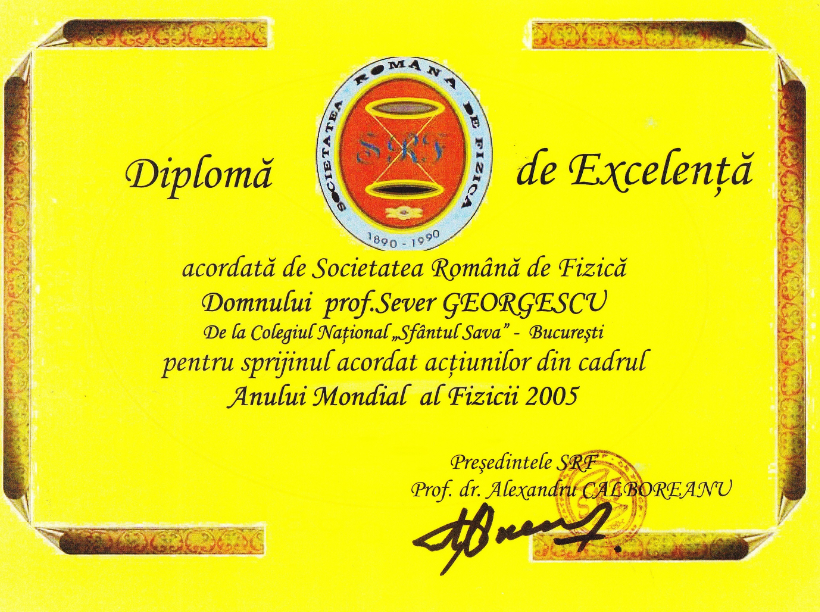
Diplomă de Excelență acordată de Societatea Română de Fizică (2005).

- 1983 - 2004: DIPLOMA acordată de conducerea Colegiului Național „Sfântul Sava”, București – anual – „mulțumind d-lui prof.Sever Iosif Georgescu pentru contribuția deosebită la organizarea și desfășurarea Sesiunii de Comunicări Științifice <INTERFERENȚE>”;
- 1986: DIPLOMA – care atestă acordarea premiului I în etapa republicană pentru lucrarea <Instalație universală pentru studiul proprietăților fizico-mecanice ale materialelor amorfe> – ca rezultat al creației științifice și tehnice din cadrul Festivalului Național <Cântarea României> ediția a V-a”;
- 1998, 2005, 2007: „DIPLOME de FIDELITATE”- “pentru contribuție statornică la apariția revistei Evrika și cultivarea interesului pentru studiul Fizicii” (din anul 1990 până în prezent);
- 2005: „DIPLOMA de EXCELENTA” – acordată de Societatea Română de Fizică pentru sprijinul acordat acțiunilor din cadrul <ANULUI MONDIAL al FIZICII 2005>”;
- 2006: DIPLOMA„ GHEORGHE LAZĂR CLASA I” – “pentru merite deosebite în activitatea la catedră și pentru rezultate remarcabile obținute în formarea și educarea tinerilor”, acordată de M.Ed.C;
- 2006: „DIPLOMA” – „pentru intreaga activitate didactică, evidențiată în cadrul Evenimentului Educațional <ZILELE FIZICII LA IULIA HAȘDEU>, desfășurat în perioada 29-31 mai 2006”, acordată de Inspectoratul Școlar al Municipiului București, Casa Corpului Didactic București, Facultatea de Fizică-Universitatea București;
- 2005: DIPLOMA „pentru participarea la Sesiunea <EINSTEIN ÎNTRE MATEMATICĂ și FIZICĂ> cu lucrarea <Interpretări geometrice în Teoria relativității>”, acțiune organizată de Grupul Scolar Mihai Bravu, București, diploma fiind acordata de Societatea de Stiințe Matematice-București, Fundația Physis 3, Inspectoratul Școlar al Municipiului București;
- 2005-2008: „DIPLOME de PARTICIPARE” pentru lucrări didactice și științifice susținute cu ocazia unor evenimente educaționale ca “Zilele Fizicii la Iulia Hasdeu”, Zilele Liceului la: C.A.Roseti, Marin Preda, Mihai Viteazul, etc…
- 31 august 2013"DIPLOMA DE EXCELENTA"prin care se acorda TITLUL de EXCELENTA pentru activitatea de exceptie depusa in slujba comunitatii,pentru prestigiul moral,profesional si civic cu prilejul Zilei Fiilor si Cetatenilor de Onoare ai Argesului si Muscelului ,eveniment organizat in cadrul Sarbatorilor Argesului si Muscelului, editia a VII-a.